# Alfred Tauber
Alfred Tauber   (Bratislava, 5 de novembre de 1866 - Gueto de Theresienstadt i Theresienstadt, 26 de juliol de 1942) va ser un matemàtic austríac, nascut hongarès.

## Vida i obra
Tot i haver nascut a Pressburg (la actual Bratislava, capital d'Eslovàquia), fill d'un comerciant de fusta d'origen jueu, Tauber va fer els seus estudis a Viena. A partir de 1884 a la universitat de Viena en la qual es va interessar no solament per les matemàtiques, sinó també per altres temes com la física, la filosofia i l'economia. El 1889 va obtenir el doctorat amb una tesi dirigida per Emil Weyr i Gustav von Escherich i el 1891 va obtenir l'habilitació docent. L'any següent va començar a treballar a la gran firma asseguradora vienesa Phoenix, com cap del departament matemàtic. Aquesta feina li devia deixar temps lliure suficient per a dedicar-se a la recerca.
A partir de 1895, va començar a donar classes de matemàtiques actuarials, un tema que no li agradava especialment, a la universitat tècnica de Viena. El 1919 Tauber va obtenir finalment una plaça de professor a la universitat de Viena, dimitint del seu lloc a la Phoenix, que va fer fallida el 1936 enmig d'un gran escàndol de corrupció. Es va retirar el 1933, però va continuar com a professor emèrit fins al 1938, quan va ser acomiadat de la docència i perseguit per ser jueu, després de l'Anschluss. Malgrat els seus esforços per emigrar a Equador, va ser deportat el 1942 al camp de concentració de Theresienstadt, on va morir en data incerta.
La seva obra, composta per més de setanta articles a revistes científiques, es pot dividir en tres àrees diferents: l'anàlisi complexa, les equacions diferencials lineals i la ciència actuarial (matemàtiques de les assegurances).
És en la primera d'aquestes àrees pel que Tauber és conegut; sobre tot, pels teoremes tauberians, nom que li van posar Hardy i Littlewood a la condició necessària i suficient de la convergència i sumabilitat de les sèries de potències, que Tauber va enunciar en un article de 1897. La importància d'aquests teoremes és tan gran que, el 1932, Norbert Wiener els va dedicar un tractat específic d'un centenar de pàgines.